# دانیل ایتزیگ

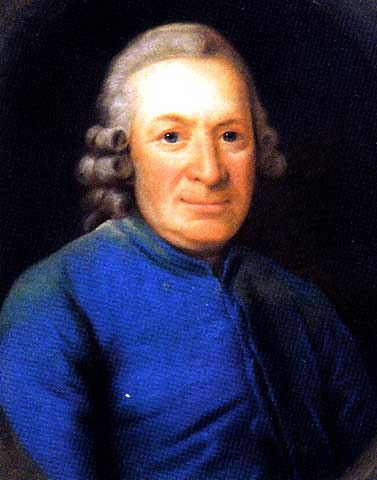
دانیل ایتزیگ.

دانیل ایتزیگ (آلمانی: Daniel Itzig) (که به نام دانیل یوف نیز شناخته می‌شود) یهودی دربار در دربار فردریک دوم کبیر و فردریک ویلیام دوم شاه پروس بود.

## زندگی‌نامه
ایتزیگ در برلین به دنیا آمد. خانواده او تاجر بودند. همسر او میریام از بازماندگان حاخام موزس ایسرلس کراکف و جوزف بن مورخای گرشون بود. ایتزیگ شریک بانکداری فیتل هاین بود. آنها به کمک یکدیگر کارخانه نفت و سرب داشتند. در زمان جنگ هفت ساله او به کمک فردریک کبیر رفت. در سال ۱۷۵۶ بعد از پایان جنگ او به سمت مسئول ضرب سکه منصوب شد و بانکدار اصلی دربار پروس شد. او این سمت را در زمان جایگزین فردریک، فردریک ویلیام دوم در سال ۱۷۹۷ حفظ کرد.
ایتزیگ یکی از معدود یهودیان در پروس بود که شهروندی کامل دریافت کرد زیرا یک «یهودی به دردبخور» بود. او از این طریق بسیار ثروتمند شد.
او به همراه دامادش دیوید فریدلندر کمیته‌ای تشکیل داد تا زندگی یهودیان در پروس را بهبود ببخشد. او از قدرت خود برای لغو بسیاری قوانین ضدیهودی استفاده کرد. در سال ۱۷۶۱ او مدرسه‌ای برای پسران یهودی فقیر در برلین ایجاد کرد. در سال ۱۷۷۸ او مدرسه مجانی برای یهودیان ایجاد نمود. این مدرسه بعداً به یکی از مراکز اصلی جنبش هاسخالا تبدیل شد. در همین زمان او یک یشیوا (مدرسه مذهبی یهودی) در برلین تأسیس نمود.
ایتزیگ رئیس جامعه یهودی از سال ۱۷۶۴ تا زمان مرگش در سال ۱۷۹۹ بود.

## بازماندگان
بسیاری فرزندان ایتزیگ در جامعه آلمان قدرت زیادی به دست آوردند. دو نفر از نوه‌های او با پسران موزس مندلسوهن بانکدار معروف یهودی ازدواج کردند. اولین آنها لیه سولومون مادر فلیکس مندلسوهن و فنی هنسل و مادربزرگ ریاضیدان کرت هنسل بود.